# Ålfonden
Ålfonden bildades 2007 av ålafiskare, ålagillesarrangörer och ålarökare. Ålfonden syfte är att främja tillväxten av ålbeståndet i främst de svenska vattnen i Östersjön, samt tillvarata ålens intresse gentemot utfiskning och arbetar framförallt för att även kraftverksindustrin med mera skall ta del av ansvaret för den minskade tillgången av ål i svenska vatten.
Ålfondens medlemmar avsätter medel för utsättning av ål i de svenska åarna. Varje gäst som besöker ett ålagille köper en "utsättningsrätt" på 10 nya utsättningsålar. År 2008 sattes det ut utsättningsålar för cirka fyrahundratusen kronor.
Ålfonden verkar för ett bevarande av småskaligt fiske och de kunskaper och redskap som behövs för att även kommande generationer kan uppleva ålakusten och ålagille i ålabodarna utmed ålagilleskusten.